# Deutsche Meisterschaften in der Nordischen Kombination 2001

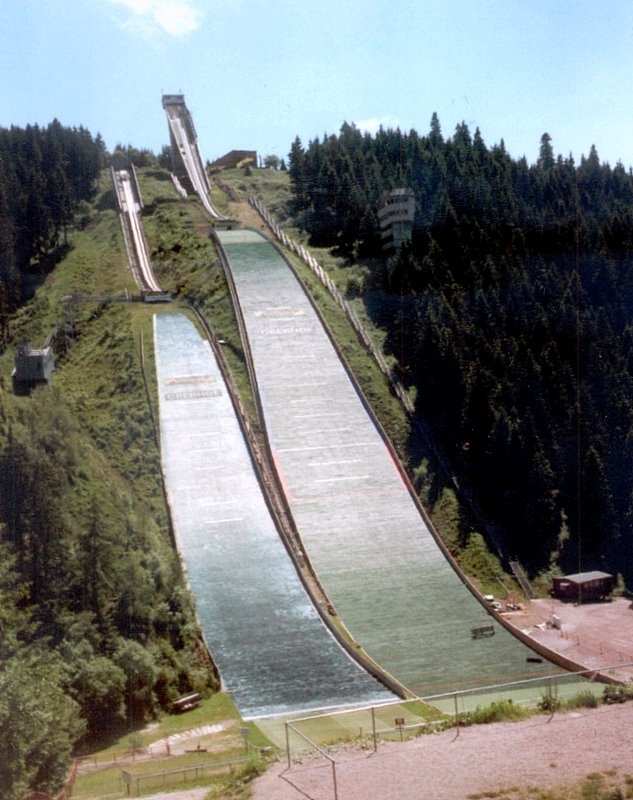
Schanzenanlage im Kanzlersgrund in Oberhof

Die Deutschen Meisterschaften in der Nordischen Kombination 2001 fanden am 27. und 28. Juli 2001 im thüringischen Oberhof statt. Der Veranstalter war der Deutsche Skiverband. Die Sprungläufe wurden auf der mit Matten belegten Großschanze der Schanzenanlage im Kanzlersgrund abgehalten. Es fand ein Gundersen-Wettkampf sowie ein Sprint statt.

## Ergebnisse

### Gundersen (K 120/15 km)
Der Einzelwettbewerb fand am 27. Juli 2001 in der Gundersen-Methode über 15 Kilometer statt. Die beste Sprungleistung zeigte Georg Hettich, während Ronny Ackermann die beste Laufzeit vorzuweisen hatte.
| Platz | Name               | Verein                  | Sprungpunkte | Laufzeit | Rückstand |
| ----- | ------------------ | ----------------------- | ------------ | -------- | --------- |
| 01.   | Ronny Ackermann    | WSV Oberhof             | 236,5        | 30:10,9  |           |
| 02.   | Georg Hettich      | SV Rohrhardsberg        | 237,0        | 30:44,5  | +0:30,6   |
| 03.   | Jens Gaiser        | SV Mitteltal-Obertal    | 232,6        | 30:47,0  | +0:55,1   |
| 04.   | Matthias Looß      | VSC Klingenthal         | 219,6        | 30:44,9  | +1:58,0   |
| 05.   | Sebastian Haseney  | SC Motor Zella-Mehlis   | 217,9        | 30:44,1  | +2:06,2   |
| 06.   | Christian Beetz    | WSV Oberhof             | 224,4        | 31:40,2  | +2:29,3   |
| 07.   | Matthias Mehringer | SC Ruhpolding           | 211,6        | 31:12,6  | +3:05,7   |
| 08.   | Matthias Menz      | SC Steinbach-Hallenberg | 206,0        | 31:01,7  | +3:22,8   |
| 09.   | Tino Edelmann      | SC Motor Zella-Mehlis   | 204,7        | 30:57,9  | +3:26,0   |
| 10.   | Andreas Langer     | WSV Grüna               | 211,2        | 32:06,3  | +4:01,4   |

### Sprint (K 120/7,5 km)
Der Sprint fand am 28. Juli 2001 über 7,5 km statt. Den besten Sprung zeigte Björn Kircheisen, während Jens Gaiser die beste Laufzeit aufweisen konnte.
| Platz | Name               | Verein                  | Sprungpunkte | Laufzeit | Rückstand |
| ----- | ------------------ | ----------------------- | ------------ | -------- | --------- |
| 01.   | Ronny Ackermann    | WSV Oberhof             | 121,4        | 16:30,8  |           |
| 02.   | Björn Kircheisen   | WSV Johanngeorgenstadt  | 123,7        | 16:50,6  | +0:10,8   |
| 03.   | Jens Gaiser        | SV Mitteltal-Obertal    | 114,6        | 16:15,2  | +0:11,2   |
| 04.   | Georg Hettich      | SV Rohrhardsberg        | 117,3        | 16:27,7  | +0:12,9   |
| 05.   | Sebastian Haseney  | SC Motor Zella-Mehlis   | 115,8        | 16:22,1  | +0:13,3   |
| 06.   | Matthias Mehringer | SC Ruhpolding           | 113,7        | 16:15,6  | +0:14,8   |
| 07.   | Marcel Höhlig      | WSV Oberhof             | 117,3        | 16:31,1  | +0:16,3   |
| 08.   | Ralf Adloff        | VSC Klingenthal         | 105,1        | 16:23,4  | +0:56,6   |
| 09.   | Matthias Menz      | SC Steinbach-Hallenberg | 107,3        | 16:32,9  | +0:57,1   |
| 10.   | Matthias Looß      | VSC Klingenthal         | 104,5        | 16:22,3  | +0:57,5   |